# زمين تومان (غافروبارمون)
زمین تومان (بالفارسية: زمین تومان) هي قرية تقع في إيران في هرمزغان. يقدر عدد سكانها بـ 64 نسمة بحسب إحصاء 2016.